# جوش غريفز
جوش غريفز (بالإنجليزية: Josh Graves)‏ هو موسيقي أمريكي، ولد في 27 سبتمبر 1927، وتوفي في 30 سبتمبر 2006.

## وصلات خارجية
- جوش غريفز على موقع IMDb (الإنجليزية)
- جوش غريفز على موقع ميوزك برينز (الإنجليزية)
- جوش غريفز على موقع أول ميوزيك (الإنجليزية)
- جوش غريفز على موقع ديسكوغز (الإنجليزية)